# Zinoro 60H
Zinoro 60H — гибридный кроссовер, выпускавшийся подразделением BMW Brilliance под брендом Zinoro с 2017 по 2020 год.

## Описание
В апреле 2015 года на автосалоне в Шанхае компания Zinoro представила концепт-кар «Concept Next», который являлся прототипом Zinoro 1E.

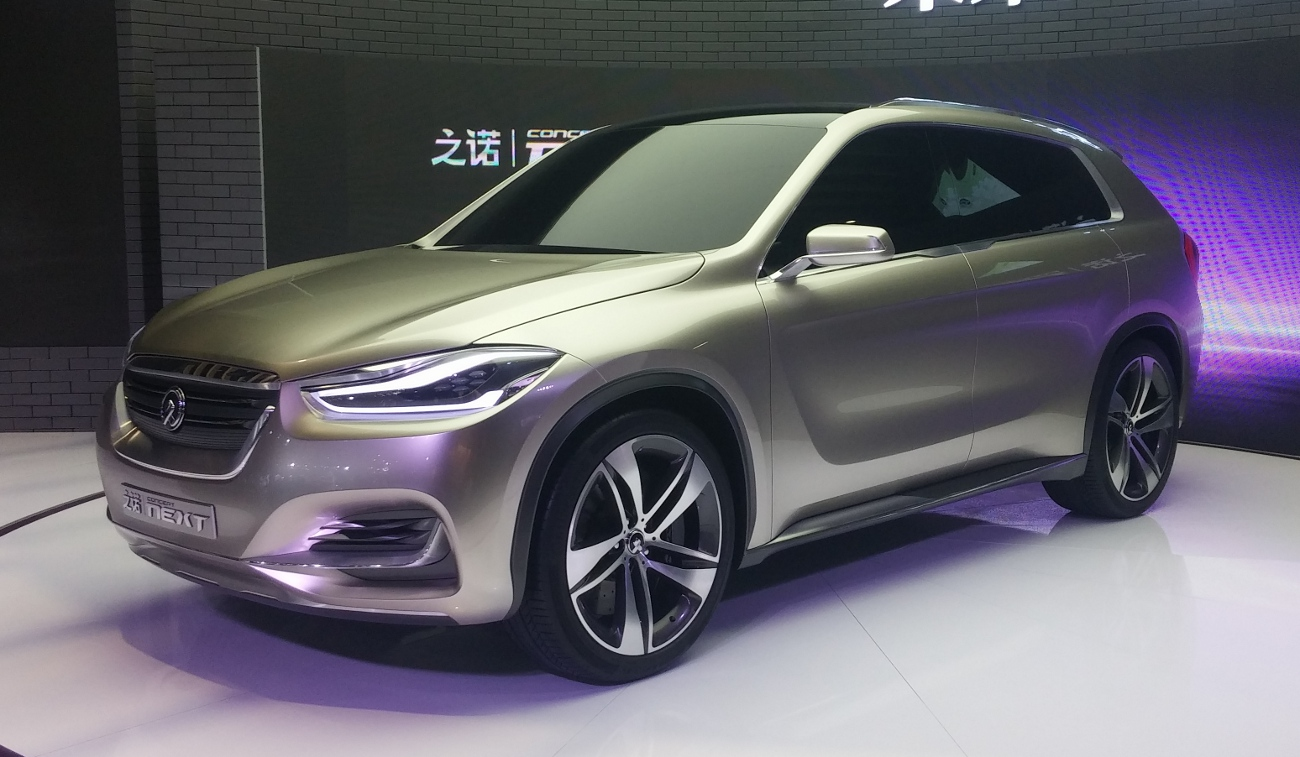
Zinoro Next
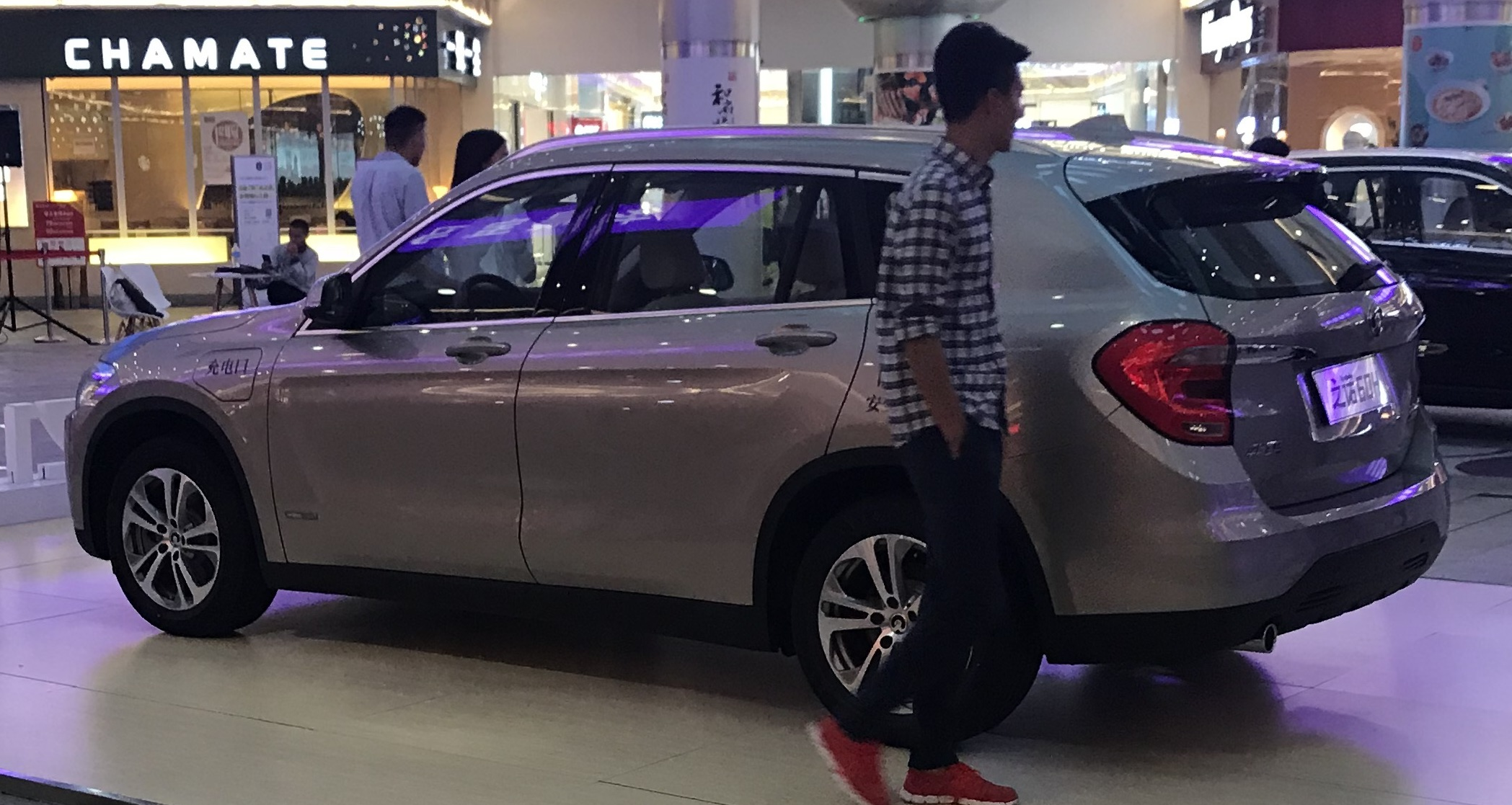
Вид сзади

Серийный экземпляр был представлен в августе 2016 года. Базовой моделью стала BMW F48. На китайском рынке автомобиль был представлен 23 марта 2017 года.

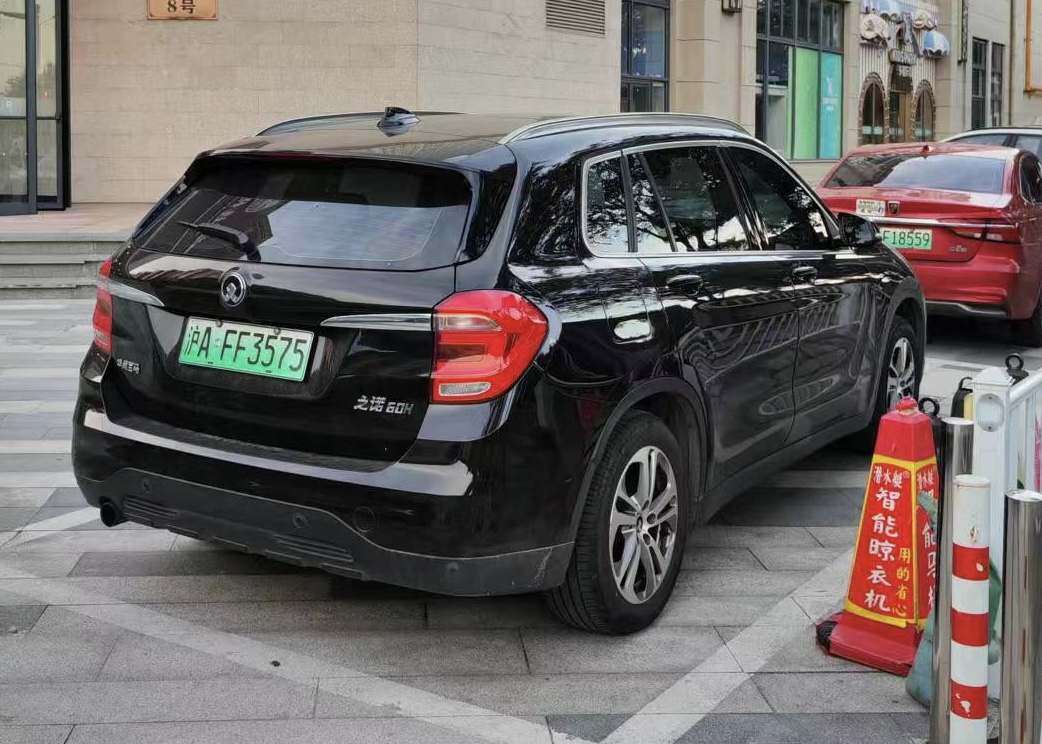
Zinoro 60H

## Технические характеристики
Zinoro 60H оснащался 1,5-литровым ДВС BMW B38A15M0 мощностью 136 л. с. и электродвигателем мощностью 15 л. с., что выдаёт суммарную мощность 151 л. с. Запас хода составляет 60 километров.